# Северный Берег (округ Гамбии)
Се́верный Бе́рег (англ. North Bank) — округ в Гамбии. Административный центр — город Кереван. Площадь — 2 256 км², население — 180 170 человек (2010 год).

## География
На юге граничит с округом Нижняя Река по реке Гамбия, на востоке с округом Центральная Река, на севере с Сенегалом. На западе выходит к Атлантическому океану.

## Административное деление
Административно округ подразделяется на 6 районов:

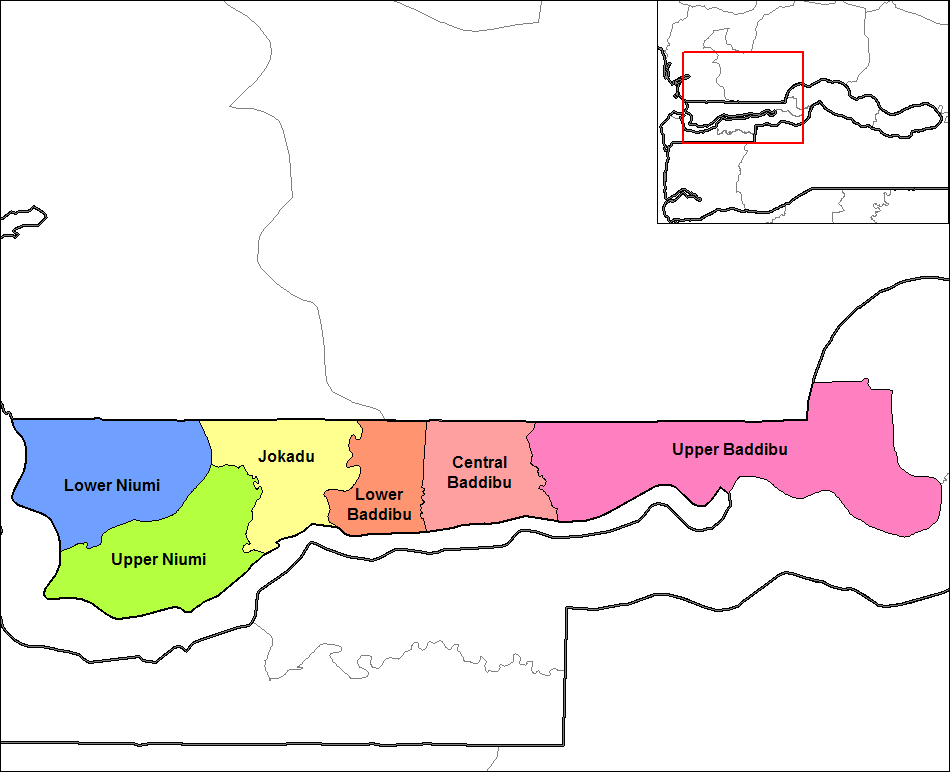
Административное деление округа

- Центральный Баддибу
- Йокаду
- Нижний Баддибу
- Нижний Ньюму
- Верхний Баддибу
- Верхний Ньуму

## Остров Джеймс
Расположенный близ города Джуфуре (Jufureh) на реке Гамбия остров Джеймс (Кунта Кинте или остров святого Андрея) вместе с несколькими другими укреплениями колониального периода внесён в список Всемирного наследия ЮНЕСКО.